# A- und B-Länder

A- und B-Länder

A-Länder und B-Länder sind politische Einordnungen der Länder der Bundesrepublik Deutschland in solche mit einer SPD-Regierungsmehrheit und solche, die von der Union (CDU oder CSU) geführt werden. Bei A-Ländern stellt also die SPD die Regierung, bei B-Ländern die Union. Hat sich im Land eine Koalition aus CDU bzw. CSU und SPD gebildet, so ist die Parteizugehörigkeit des Regierungschefs ausschlaggebend.

## Anwendungsbereiche
Die Unterteilung nach A- und B-Ländern kommt zum Tragen, wenn sich die Länder untereinander politisch positionieren. Dies ist z. B. im Bundesrat, wo sie an der Gesetzgebung und Verwaltung des Bundes sowie in Fragen der Europäischen Union beteiligt sind, der Fall. Aber auch bei sonstigen Gremien, in denen die Länder zusammenarbeiten, z. B. Ministerpräsidenten- und Fachministerkonferenzen, wird die Gruppierung nach A- und B-Seite angewandt. Im Vorfeld der Sitzungen kommt es vielfach zu informellen Treffen und Absprachen innerhalb der Gruppen, wodurch eine einheitliche Position und ggf. ein einheitliches Verhalten der jeweiligen politischen Lager erreicht wird.

## Geschichtliche Entwicklung
Die Bezeichnungen „A“ und „B“ stellen keine Wertung dar, sondern sind eine zufällige Übereinkunft, die ihren Ursprung in einer Kultusministerkonferenz in den 1970er-Jahren haben. In einer Übersicht waren unter Punkt A Entwürfe der SPD zusammengefasst, die der Union unter Punkt B. Die somit eher zufällige Unterscheidung hat sich in der Folgezeit in den verschiedenen Gremien eingebürgert, ohne dass sie je festgeschrieben wurde.
Erstmals öffentlich ist die Einteilung am 8. November 1974 vom damaligen Bundeskanzler Helmut Schmidt in einer Rede vor dem Bundesrat zu den Polen-Verträgen vorgenommen worden. Der Bremer Bildungssenator Moritz Thape bestätigte später, dass die Formel aus dem abkürzenden Sprachgebrauch der Kultusministerkonferenz stamme.

## Schwierigkeiten und Alternativen

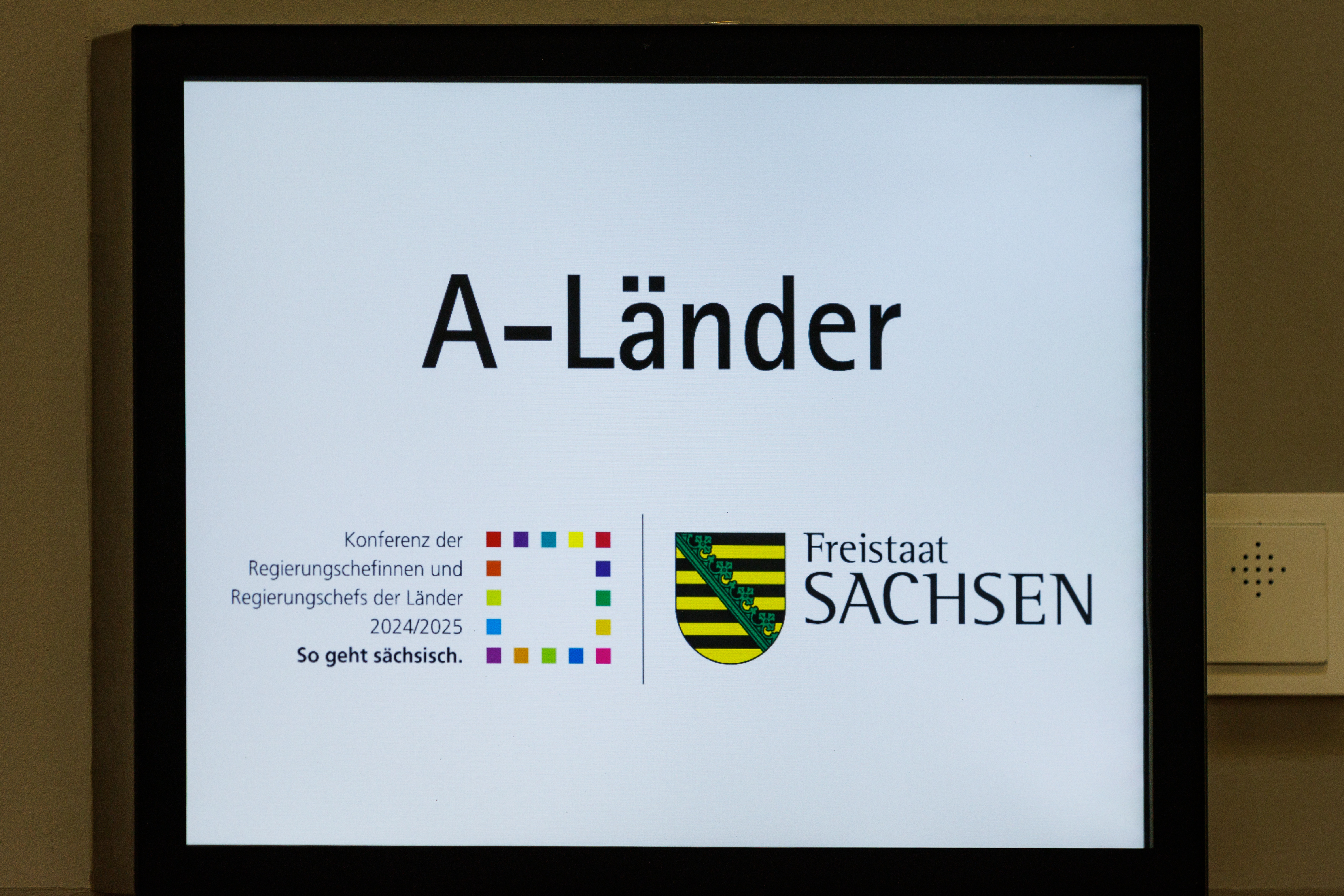
Tafel A-Länder

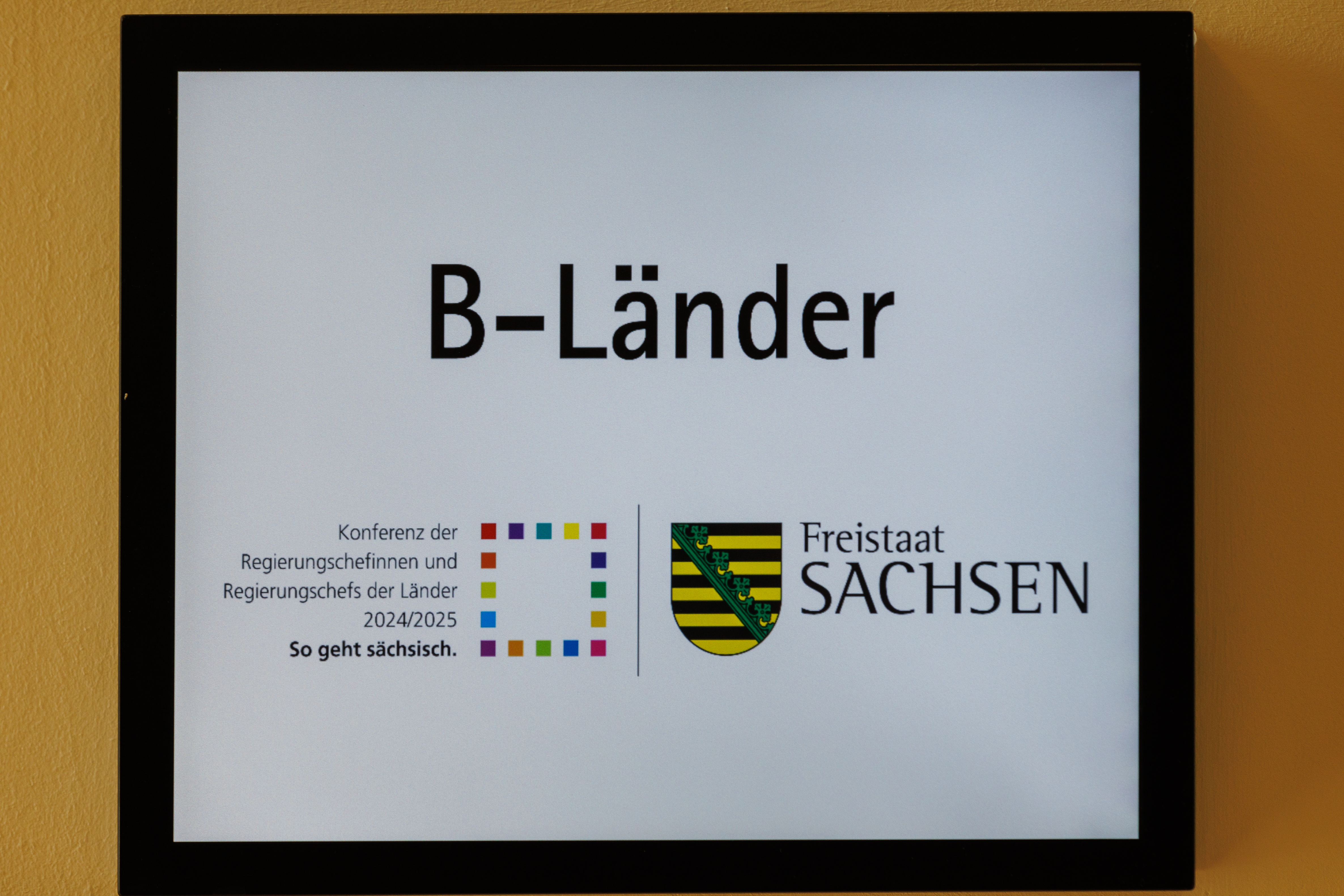
Tafel B-Länder

Die Abgrenzung stößt für die Vorhersage von Abstimmungsergebnissen immer auf Schwierigkeiten, wenn ein Land oder der Bund von einer schwarz-roten bzw. rot-schwarzen Koalition regiert wird, da hier beide Parteien von Fall zu Fall aushandeln, ob sie sich der Linie der A- oder der B-Länder anschließen.
Seit Mai 2011 gibt es die erste von Bündnis 90/Die Grünen geführte Landesregierung (Kabinett Kretschmann I, II und III) in Baden-Württemberg und von Dezember 2014 bis Dezember 2024 herrschte mit kurzer Unterbrechung eine von der Linkspartei geführte Landesregierung (Kabinett Ramelow I und II) in Thüringen, die beide keine Zuordnung im ursprünglichen Sinne nach A- oder B-Land zuließ. Beide Länder wurden zunächst in die Runde der A-Länder aufgenommen, seit Bildung der grün-schwarzen Koalition (Kabinett Kretschmann II und III) im Mai 2016 ist Baden-Württemberg Teil der B-Länder.
Daneben gibt es weitere Kriterien, nach denen die Länder unterschieden werden können. So gibt es Flächen- und Stadtstaaten, alte und neue Bundesländer oder R-Länder und O-Länder, bei denen die Regierung mit der Regierungs- oder Oppositionspartei auf Bundesebene identisch ist.

## Verwendungen
Beispiele für die Verwendung der Bezeichnungen „A-Länder“ und „B-Länder“ sind ein Redebeitrag von Erwin Teufel im Jahr 2002 im Bundesrat und eine Bundespressekonferenz mit Angela Merkel am 16. November 2020 zur Corona-Lage in Deutschland.